# Oberau
Oberau è un comune tedesco di 3 097 abitanti, situato nel land della Baviera.